# Tésfalu
Tésfalu románul: Teș, falu Romániában, a Bánságban, Temes megyében.

## Fekvése
Lippától és Temeshódostól délre fekvő település.

## Története
Tésfalu, Tejes(d) Árpád-kor-i település. Nevét már 1247-ben említették az oklevelek Teyes néven, mint a Csanád nemzetség birtokát, mely a nemzetség osztozkodásakor  a Vaffáról leszármazó Makófalviaknak jutott. A település ekkor Arad vármegyéhez tartozott. Telks a Csanád nemzetség birtokai közé tartozott még 1256-ban és 1274 és 1360 között is. 1337-ben p. Teyesd, 1340-ben  Teyes, Theyes Hwdus mellett, 1360-ban  Teyes a. n. Hwdws, 1808-ban  Thés vel  Tés h., 1888-ban Tés (Theés), 1913-ban Tésfalu formában írták.
Az 1717. évi összeírásban Desch alakban, 16 házzal fordult elő, az 1723-1725. évi gróf Mercy-féle térkép pedig Tesch alakban jelölte. 1781-ben Gusztinyi János és András vásároltál meg a kincstártól; ekkor a királyi adománnyal együtt a Theési előnevet kapták.
1820-tól az 1830-as évek végéig Bohn János birtoka volt, utána ismét a Gusztinyi-családé lett 1876-ig, amikor Belánszki Demkó Vince birtokába került, és az ő leánya, Bunyai Szivó Jánosné Demkó Izabella volt a legnagyobb birtokosa még a 20. század elején is, és az övék volt a községbeli úrilak is.
A trianoni békeszerződés előtt Temes vármegye Temesrékasi járásához tartozott. 1910-ben 580 lakosából 357 román, 108 szlovák, 69 magyar  volt. Ebből 384 görög keleti ortodox, 94 római katolikus, 81 evangélikus,  volt.

## Források

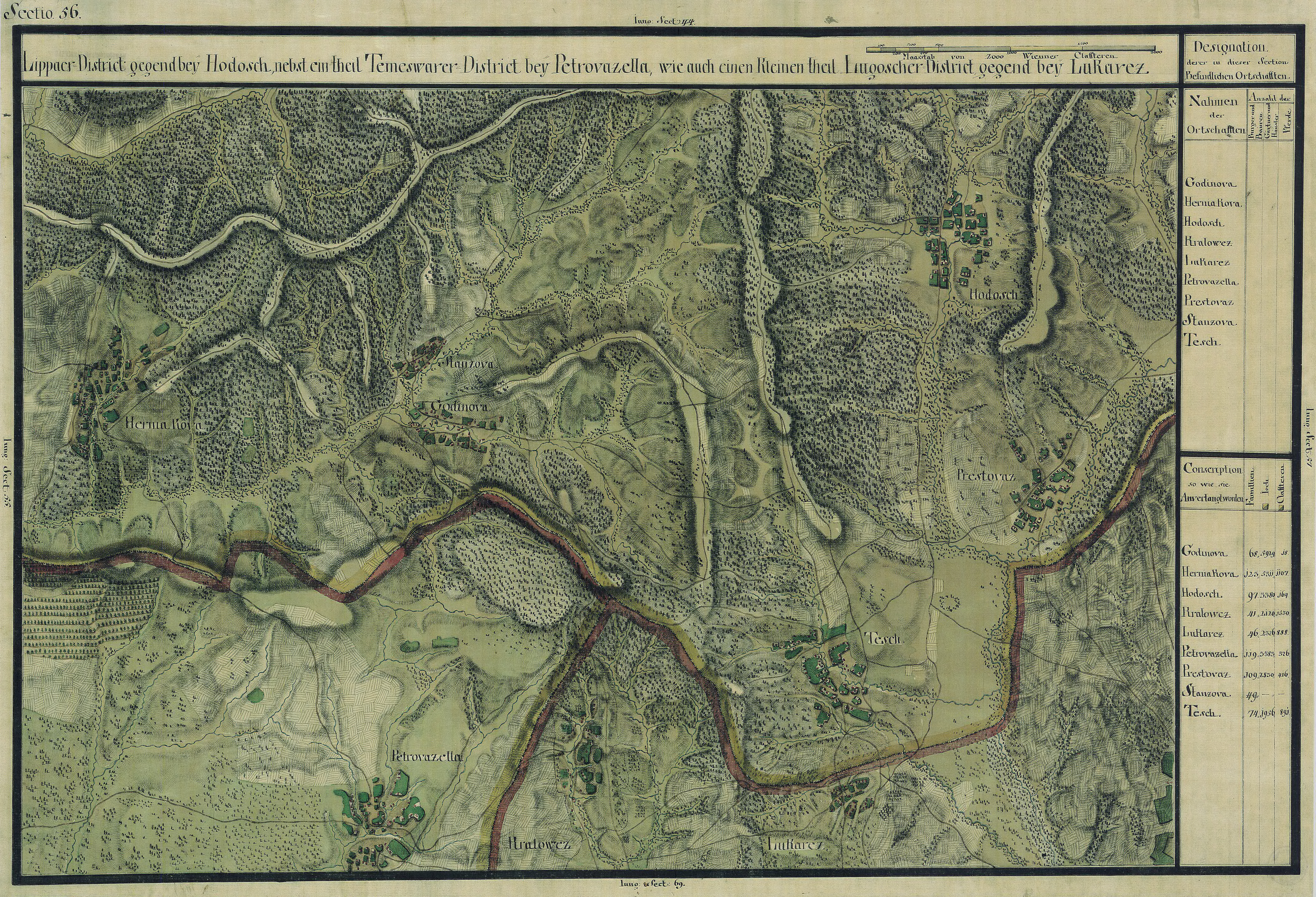
Tésfalu egy régi térképen